# Richard Rodgers
Richard Charles Rodgers (født 28. juni 1902, død 30. december 1979) var en amerikansk musical -komponist.
Han arbejdede sammen med forfatterene Lorenz Hart og Oscar Hammerstein II.
Mange af Rodgers sange med Lorenz Hart er blevet del af den amerikanske sangskat og indspillet i stort tal af for eksempel Ella Fitzgerald.
Ella Fitzgerald Sings The Rodgers And Hart Song Book — et af albummene i hendes berømte "song book"-serie — indeholdt 35 Rodgers og Hart sange.
Sangen It Might as Well Be Spring (fra State Fair) gav Rodgers & Hammerstein en Oscar for bedste sang i 1945.
Med Oscar Hammerstein II skabte Rodgers en række populære musicals, blandt andet Oklahoma! (1943), Carousel (1945), South Pacific (1949), The King and I (1951) og The Sound of Music (1959).